# Salva Reina
Pour les articles homonymes, voir Reina.
Salvador Reina Girona, dit Salva Reina, né le 9 avril 1978 à Las Palmas de Grande Canarie, est un acteur espagnol.

## Biographie
Né dans l'île de Grande Canarie, sa famille est originaire de Pizarra, en Andalousie. Il passe son enfance à Malaga. Il étudie à l'université de Grenade. 
Il se fait connaître en tant qu'humoriste et comédien de stand-up à la télévision avec l'acteur Pedro Reyes décédé en 2015. 
En 2022, il intègre le casting de la série télévisée espagnole Si j'avais su, diffusée sur Netflix. 

### Carrière cinématographique
En 2014, il fait ses débuts au cinéma, d'abord dans 321 días en Michigan d'Enrique García, puis la même année dans le thriller La isla mínima d'Alberto Rodríguez, où il interprète le rôle de Jésus.  
En 2024, il joue le rôle de Felipín dans le film El 47 de Marcel Barrena. 

## Distinctions
- Goyas 2025 : Prix Goya du meilleur acteur dans un second rôle pour El 47[6].